# Merimnetria flaviterminella
Merimnetria flaviterminella là một loài bướm đêm thuộc họ Gelechiidae. Nó là loài đặc hữu của Hawaii.
Adults are very dark colored.
The larvae có thể ăn lá cây các loài Hedyotis.